# Zelenkivka, Ciutove
Zelenkivka (în ucraineană Зеленківка) este localitatea de reședință a comunei Zelenkivka din raionul Ciutove, regiunea Poltava, Ucraina.

## Demografie
Componența lingvistică a localității Zelenkivka
     Ucraineană (94,39%)
     Rusă (5,37%)
     Alte limbi (0,23%)
Conform recensământului din 2001, majoritatea populației localității Zelenkivka era vorbitoare de ucraineană (94,39%), existând în minoritate și vorbitori de rusă (5,37%).